# Geroda
Geroda là một đô thị ở huyện Bad Kissingen bang Bayern nước Đức. Đô thị Geroda có diện tích 16,79 km², dân số thời điểm ngày 31 tháng 12 năm 2006 là 932 người.
Geroda tọa lạc ở công viên tự nhiên Bayerische Rhön, trong Thung lũng Thulba, phía nam của Schwarze Berge ("dãy núi đen").
Đô thị này có các đơn vị dân cư:
- Geroda
- Platz